# Parti révolutionnaire du peuple de Mongolie-Intérieure
Ne doit pas être confondu avec Parti du peuple de Mongolie-Intérieure, Parti révolutionnaire du peuple mongol ou Parti révolutionnaire du peuple mongol (2010).
Le Parti du peuple de Mongolie-Intérieure (chinois : 内人党 ; pinyin : nèiréndǎng) ou Parti révolutionnaire du peuple de Mongolie-Intérieure (mongol bitchig : mongol : ᠳᠣᠲᠣᠭᠠᠳᠤ
ᠮᠣᠩᠭᠣᠯ
ᠠᠷᠠᠳ ᠤᠨ
ᠬᠤᠪᠢᠰᠬᠠᠯᠲᠤ
ᠨᠠᠮ, VPMC : Dotoγadu Mongγol-un Arad-un Qubisqal-un Nam, cyrillique : Дотоод Монгол Ардын Хувьсгалт Нам, 内蒙古人民革命党, nèimēnggǔ rénmín gémìng dǎng) est un parti crée en octobre 1925 en Mongolie-Intérieure.

## idéologie
Le parti défend l'auto-détermination et le socialisme en Mongolie, l'abolissement du féodalisme et de l'influence de la hiérarchie religieuse bouddhique.

## Histoire
Il fusionne avec le Parti communiste chinois le 20 avril 1947, décision annoncée lors de l'Assemblée générale de la création du gouvernement autonome de Mongolie-Intérieure, le 1er mai 1947.
De 1967 à 1969, pendant la Révolution culturelle, ses anciens membres sont poursuivis et en grande partie exterminés lors de la purge de Mongolie-Intérieure.

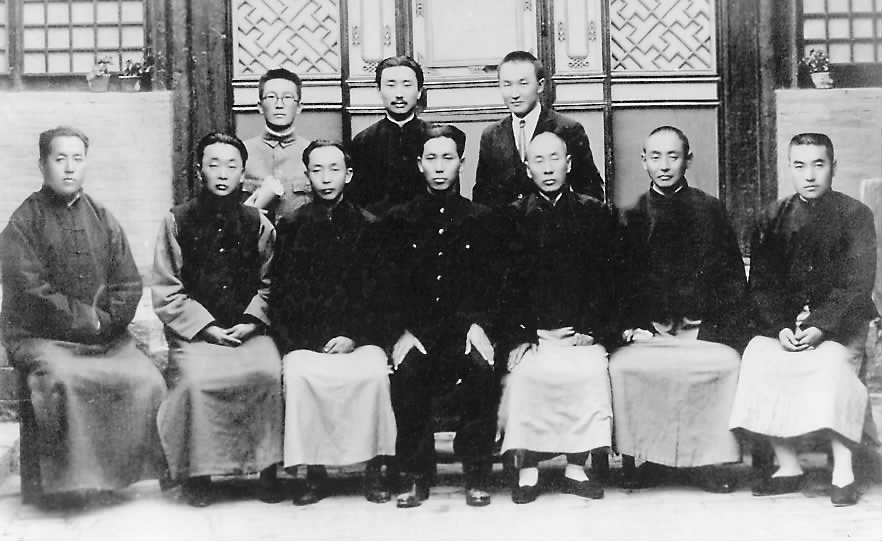
Membres du parti à sa création, en octobre 1925.
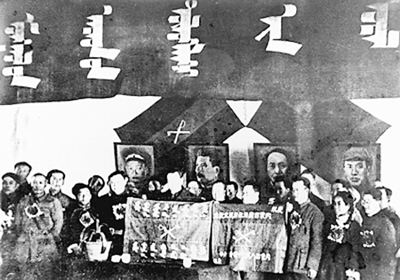
établissement du gouvernement autonome de Mongolie-Intérieure.